# Aeroportul Linfen Qiaoli
Aeroportul Linfen Qiaoli (IATA: LFQ, ICAO: ZBLF) este un aeroport din Shanxi, Republica Populară Chineză ce deservește zona Linfen⁠(d). Aeroportul a fost tranzitat în 2022 de 381.970 de pasageri. A fost deschis în 1 ianuarie 1960 și numit după zona deservită.
aeroportul dispune de o singură pistă.